# 录井

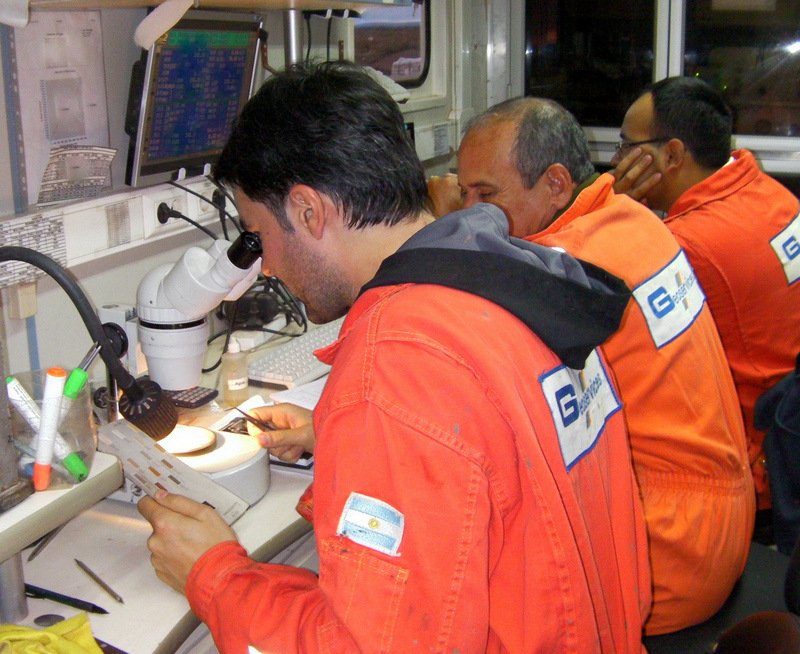
Inside a Mud Logging cabin

录井是通过分析由钻井液带到地面的岩屑进行记录的工作。录井通常由第三方录井公司完成。这可给井拥有者和生产者提供在钻井过程中有关岩性和井中流体的信息。在历史上这是测井最早的一种形式。在一些情况下使用压缩气体代替泥浆作为钻井液。尽管通常用在石油勘探中，录井也用于钻水井和其它矿产勘探中。 在钻探过程中，烃类检测器可记录由泥浆带到地面的天然气的浓度。移动实验室位于钻井平台附近。